# Довжиця (Сяноцький повіт)
Довжиця (пол. Dołżyca) — лемківське село в Польщі, у гміні Команча Сяноцького повіту Підкарпатського воєводства.
Населення — 95 осіб (2011).

## Розташування
Розташоване в південно-східній частині Польщі, у східній частині Низьких Бескидів поблизу їх стику з пасмом Західніх Бещад, у долині потока Довжиця (пол. Dołżyca), 4 кілометри на південний захід від Команчі, при кордоні з Словаччиною.

## Назва
У ході кампанії перейменування українських назв на польські село в 1977—1981 рр. називалось Заколє (пол. Zakole).

## Історія
Уперше згадується у 1548 році.
За податковим реєстром 1565 р. в селі було 18 кметів на 11 ланах зі звільненням від податків і повинностей ще на 6 років. До 1772 р. село належало до Сяноцької землі Руського воєводства.
В 1840 р. збудовано дерев'яну церкву св. о. Михаїла. До 1918 року село входило до Сяніцького повіту Королівства Галичини та Володимирії Австро-Угорщини.
У 1918—1919 роках село разом з іншими 33 селами входило до складу Команчанської Республіки. Далі село входило до Сяніцького повіту Львівського воєводства Польщі.
В 1939 р. в селі було переважно лемківське населення: з 460 жителів села — 445 українців і 15 євреїв.
Перед другою світовою війною село нараховувало 68 господарств. В його склад входили частини Долишняни, Середняни, Горішняни та Медвідьовці (пол. Medwidowce). При дорозі в центрі села розташований цвинтар при місці, де в минулому стояла церква з 1840 року. Зараз в селі є лише римо-католицька каплиця.
До виселення лемків у 1945 році в СРСР та депортації в 1947 році в рамках акції Вісла у селі була греко-католицька церква парафії Команча Лупківського деканату. Саме жителів Довжиці відправлено зі станції Куляшне 29 квітня 1947 р. першим ешелоном для депортації українців на понімецькі землі.
Після операції «Вісла» заселене вихідцями з регіону Подгале.
У 1975—1998 роках село належало до Кросненського воєводства.

## Демографія
Демографічна структура станом на 31 березня 2011 року:
|          | Загалом | Допрацездатний вік | Працездатний вік | Постпрацездатний вік |
| -------- | ------- | ------------------ | ---------------- | -------------------- |
| Чоловіки | 53      | 11                 | 36               | 6                    |
| Жінки    | 42      | 9                  | 26               | 7                    |
| Разом    | 95      | 20                 | 62               | 13                   |